# Hans Hansen Koefoed
 Der er flere personer med dette navn, se Hans Koefoed (flertydig).
Hans Hansen Koefoed (født 26. marts 1720, død 11. juli 1796) var en dansk generalpostdirektør. Han var far til stiftamtmanden Hans Koefoed, til søofficererne Georg Albrecht Koefoed og Hans Henrik Koefoed og til biskop Conrad Daniel Koefoed.
Han var søn af kaptajn i Ostindisk Kompagni Hans Hansen Koefoed og Mette Elisabeth f. Koefoed og var kasserer ved Den kongelige militære Uldfabrik i København, da han 1752 fik krigsråds titel. 1757 blev han justitsråd, 1764 kasserer ved Generalpostamtet og Livrentesocieteterne, 1769 etatsråd, fik 1774 ekspektance på at blive direktør i Generalpostamtet, i hvilket han 1794 blev 2. direktør og 1796 1. direktør, hvormed han forenede embedet som direktør for den militære uldmanufaktur og for tugthusene. Død som konferensråd 11. juli 1796.
Gift 1. gang 10. november 1746) med Beate Albertine f. Wodroff (30. juni 1728 – 30. september 1747), 2. gang 24. september 1749 med Christence f. Bentsen (11. maj 1729 – 1. maj 1807), datter af bogholder Hans Henrik Bentsen.